# Anommatinae
Anommatinae es una subfamilia de coleópteros polífagos de la familia Bothrideridae.

## Géneros
- Abromus
- Anommatus
- Kocherius